# Porpidia albocaerulescens
Porpidia albocaerulescens är en lavart som först beskrevs av Franz Xaver von Wulfen, och fick sitt nu gällande namn av Hertel & Knoph. Porpidia albocaerulescens ingår i släktet Porpidia och familjen Lecideaceae.   Inga underarter finns listade i Catalogue of Life.

## Bildgalleri

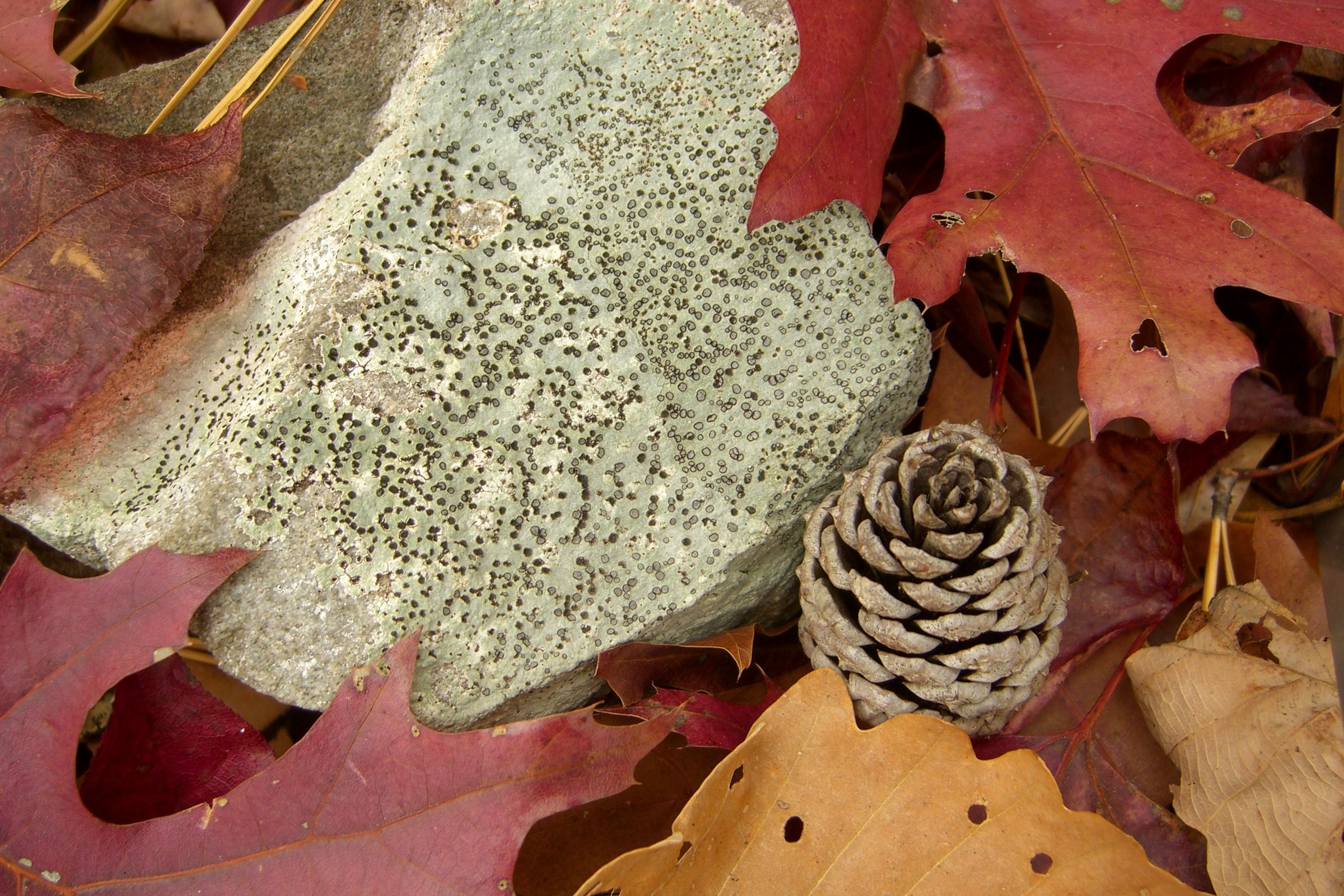
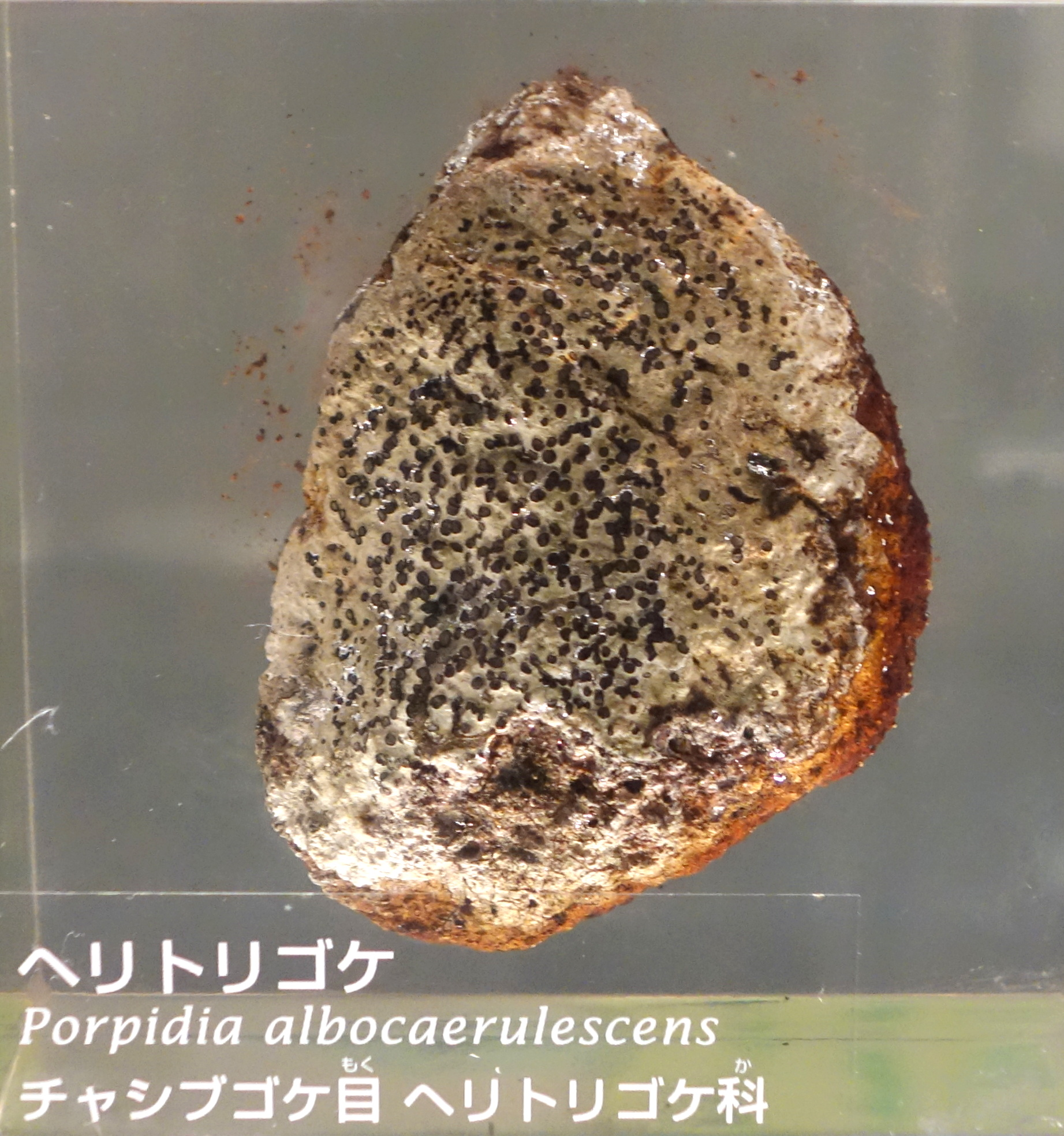
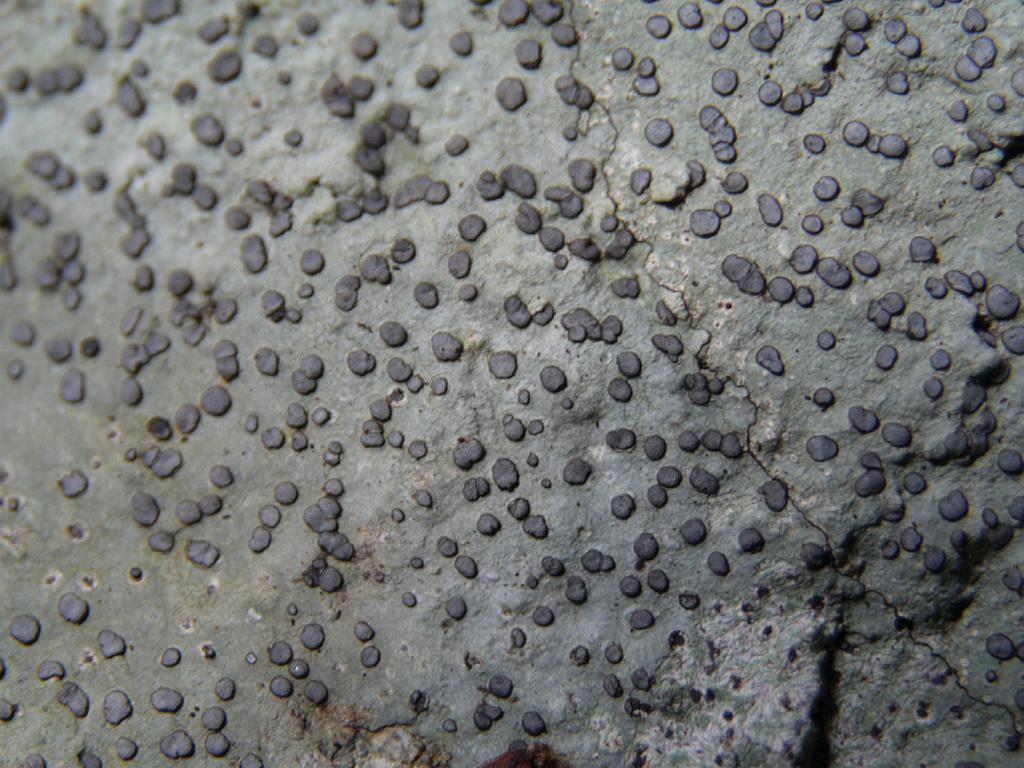
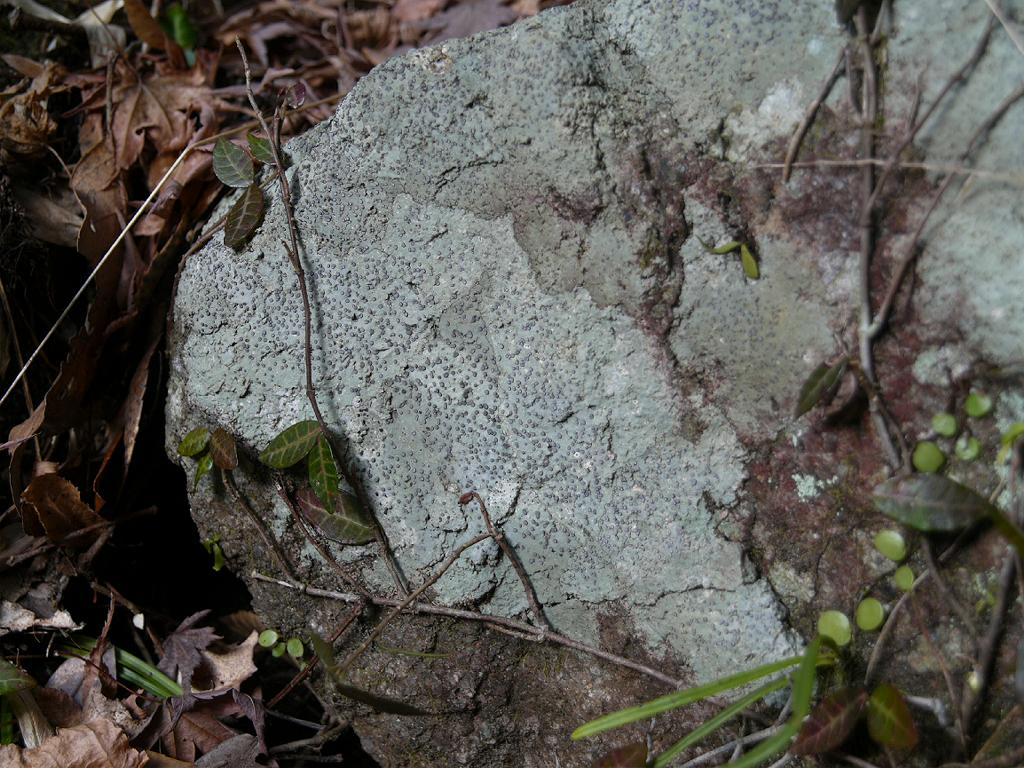
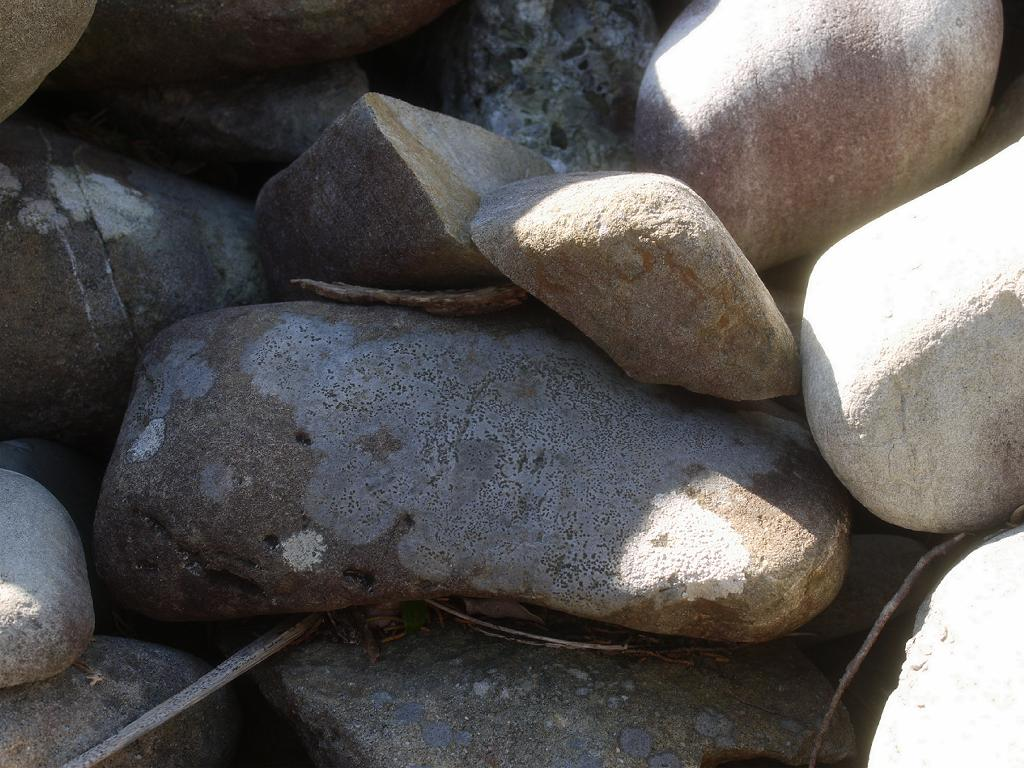
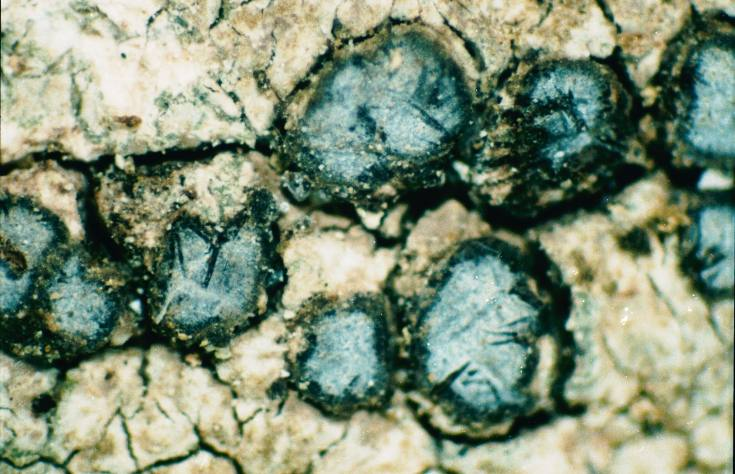
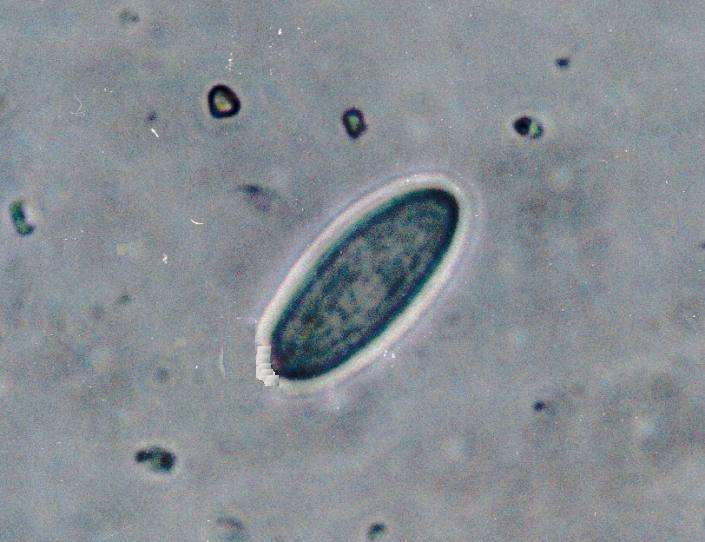
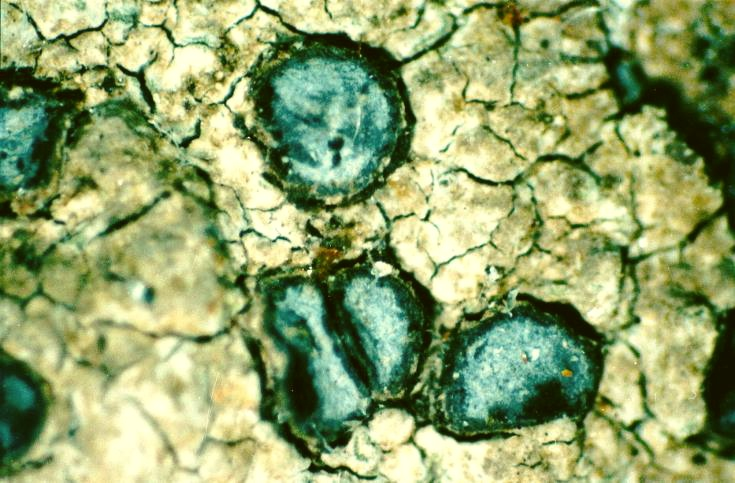
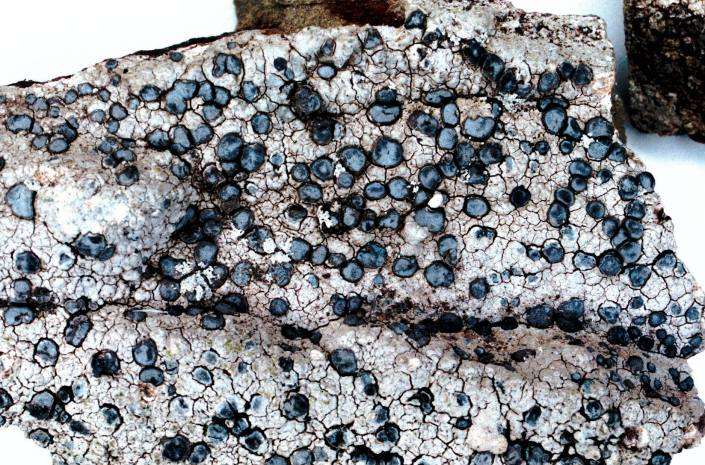
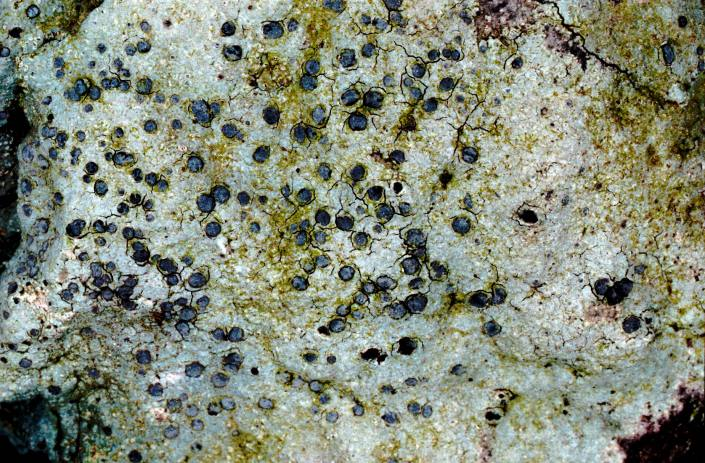
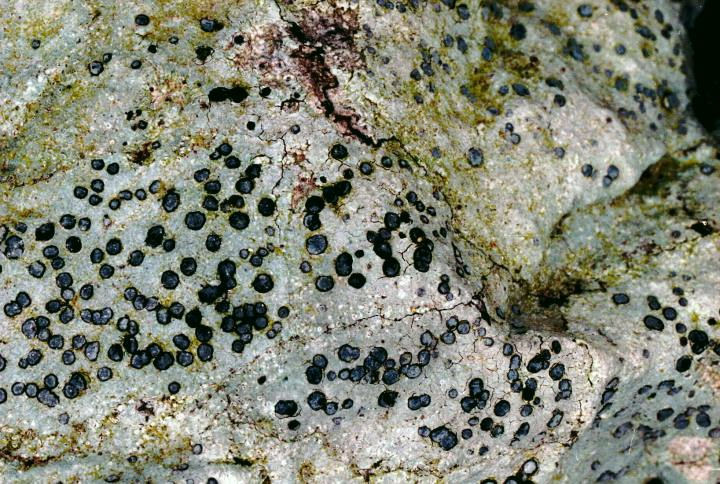
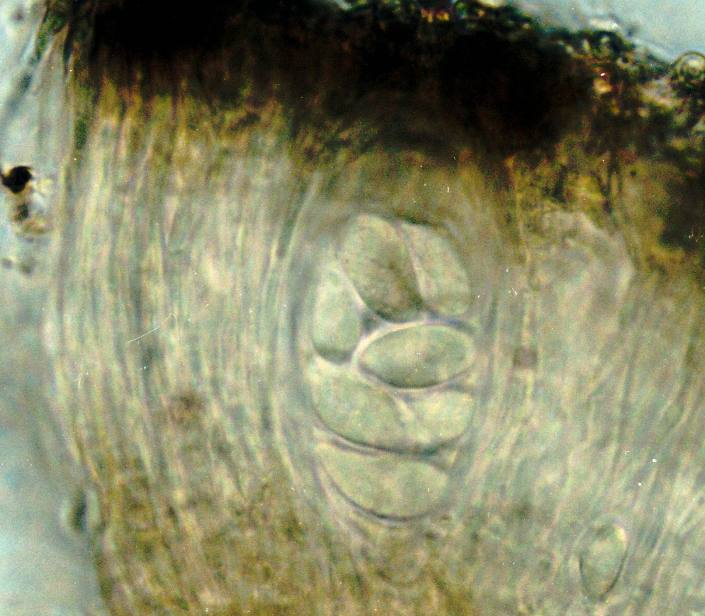
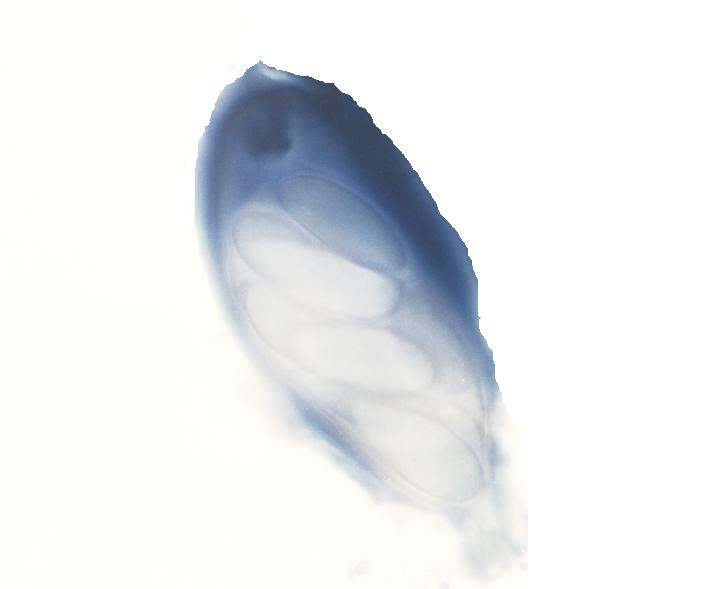
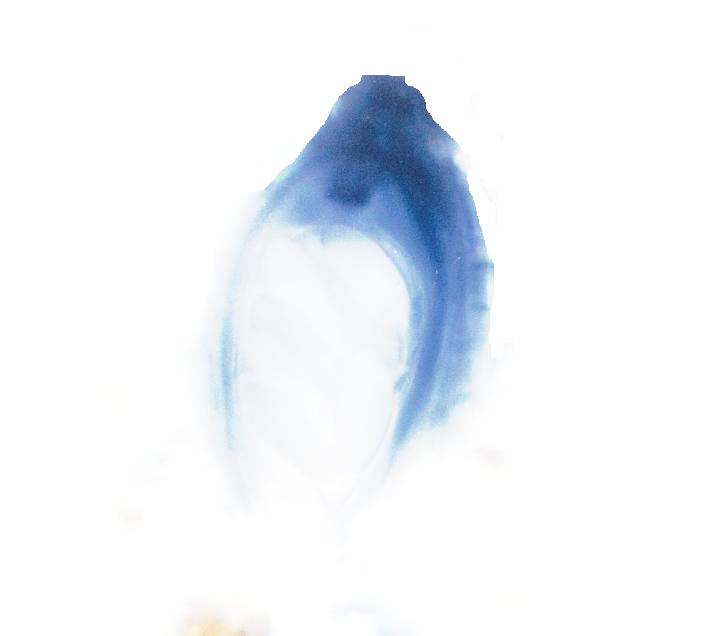
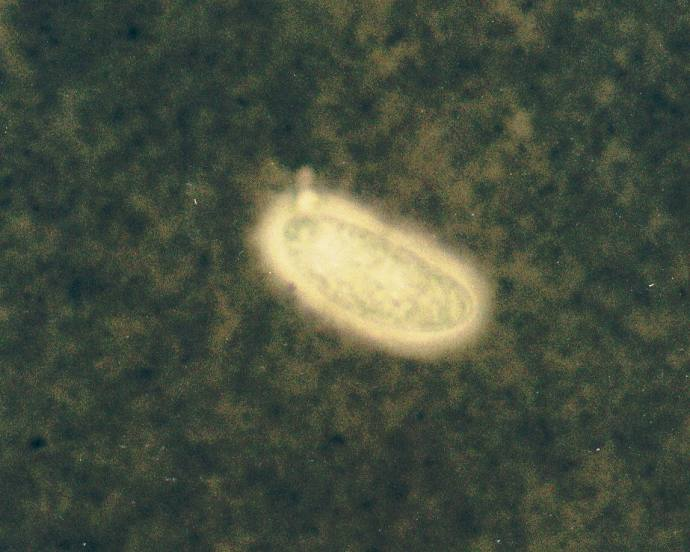
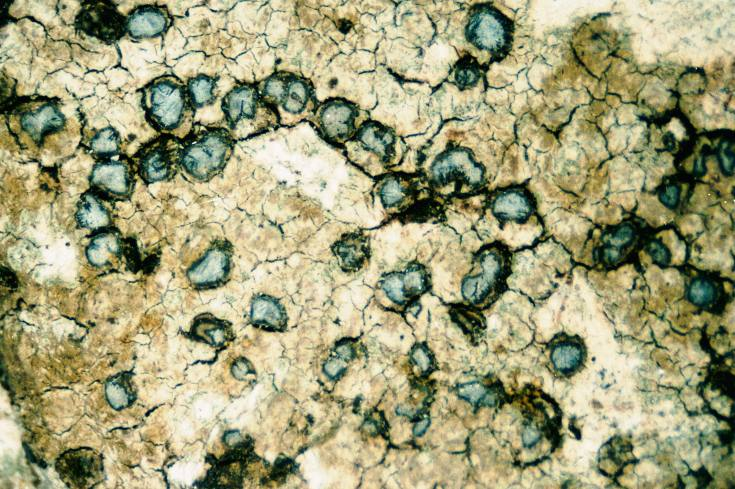
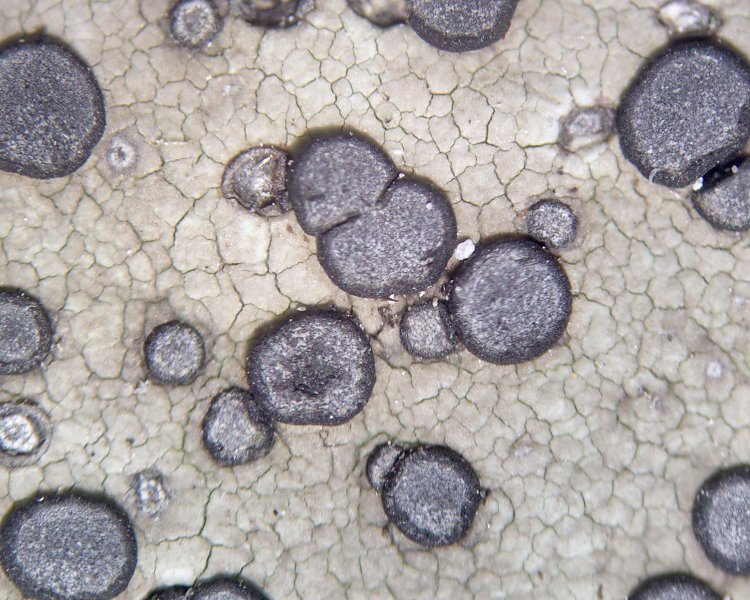
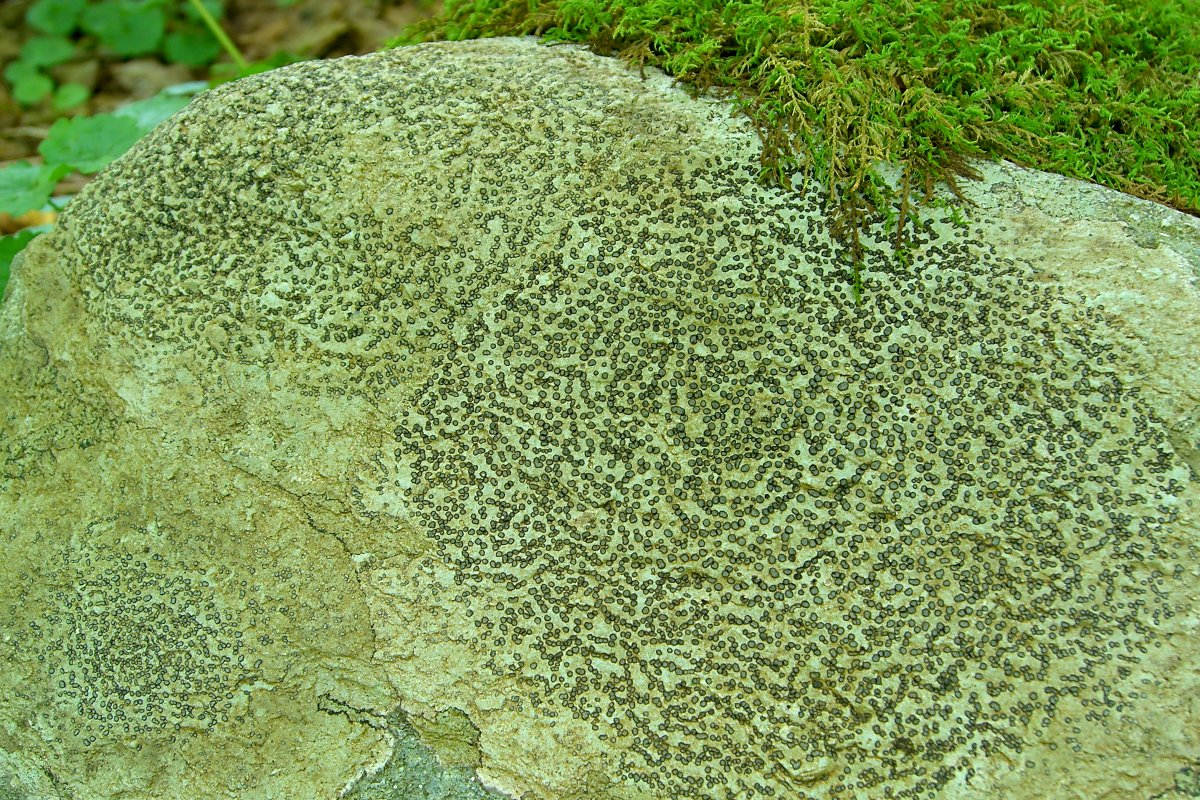
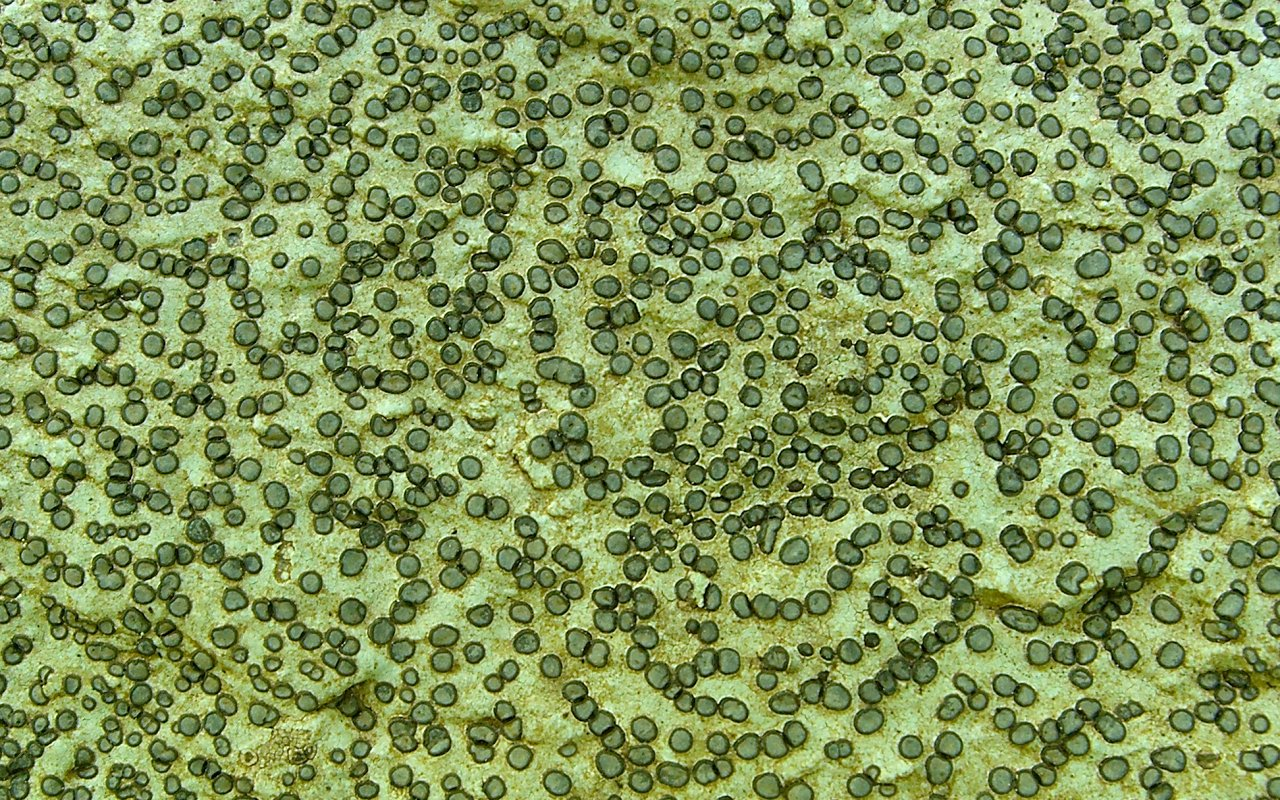
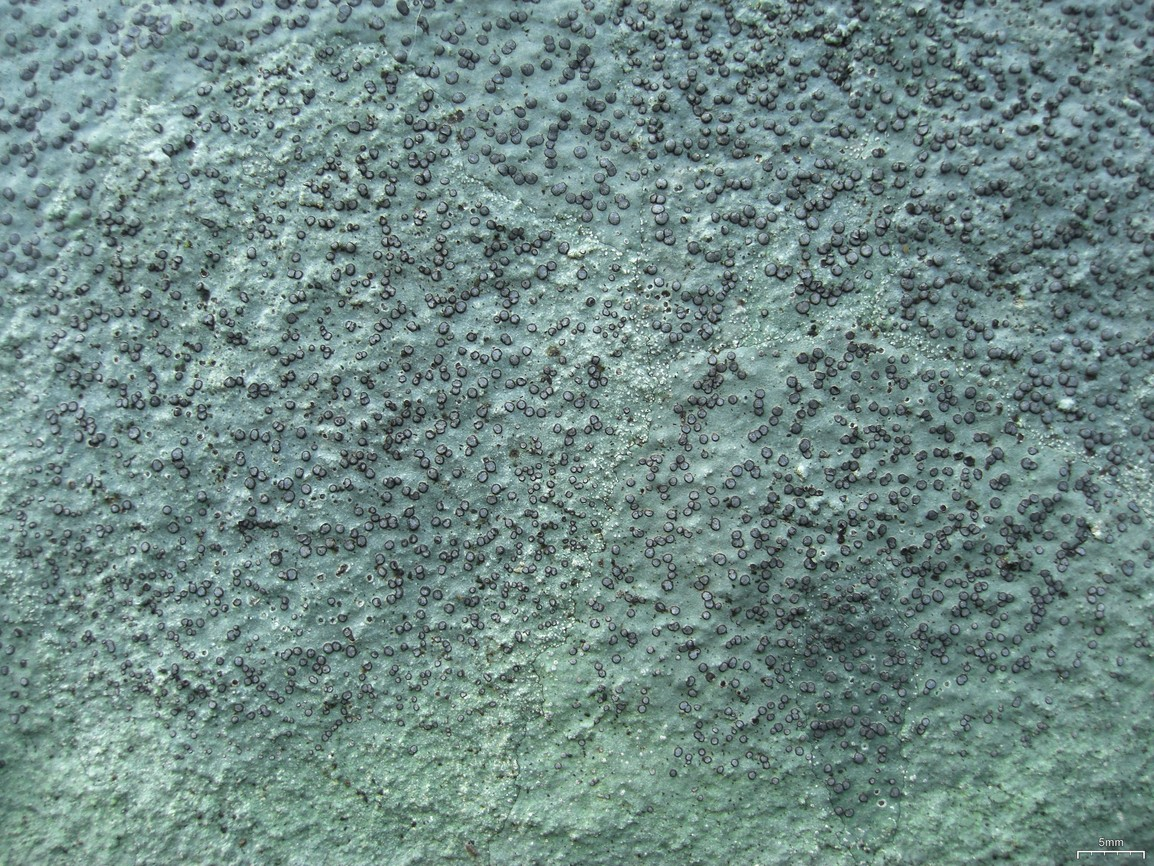